# Roures dels Ullals
Els Roures dels Ullals (Quercus faginea subsp. faginea) són un parell de roures que es troben a la font de l'Ullal (Alfara de Carles, el Baix Ebre), els quals, segurament, són uns dels més grans del sud de Catalunya.

## Dades descriptives
- Perímetre del tronc a 1,30 m: 3,23 m (I) i 3,31 m (II).
- Perímetre de la base del tronc: 6,76 m (I) i 7,32 m (II).[1]
- Alçada: 22,5 m (I) i 17 m (II).
- Amplada de la capçada: 11 m (I) i 17 m (II).
- Altitud sobre el nivell del mar: 387 m.

## Entorn
Es troben en una mena de petit balcó fèrtil, per sobre una riera. La vegetació és ufanosa i abundant. S'hi observa morella de paret, bosses de pastor, malva, verònica, fonoll, marxívol, heura, arítjol, vidalba, esbarzer, bruc d'hivern, estepa blanca, coronil·la boscana, margalló, aladern, llentiscle, ullastre, presseguer, figuera, avellaner i poll negre.

## Aspecte general
Ambdós estan esplèndids: tot i tindre certes parts afectades per una mena de sequera o necrosi, el vigor que presenten és magnífic. Creixen esvelts i poderosos, i no sembla que tinguin problemes destacables. Atesa la presència abundant de gales, hi ha certa activitat de cinípids. Tots dos roures són pràcticament iguals en dimensions de tronc i en alçada (com si fossin bessons). Hom diu que el creixement tan desproporcionat d'aquests dos roures es deu a la gran fertilitat del sòl on estan situats, el qual era antigament de conreu agrícola. L'hàbitat on es troben, enclavats sobre un ullal de riu (una surgència d'aigua al mateix curs fluvial) i en un contorn rocallós, els dona llur nom.

## Curiositats
A les proximitats dels roures hi ha dos vells forns de ciment i una petita zona d'extracció de pedra calcària, totalment en desús. A més, no gaire lluny, hi ha un pollancre molt gruixut, de gairebé 4 metres de perímetre de tronc, en molt mal estat.

## Accés
Es troben al Parc Natural dels Ports. Des de Tortosa, cal agafar la carretera T-342 en direcció als Reguers i Alfara de Carles. Un cop hem passat pels Reguers, aproximadament un parell de quilòmetres després, veurem a mà esquerra un trencall que indica el Toscar. Ens hi desviem, i uns minuts després tornem a tombar en un trencall a la dreta que indica el restaurant L'Ullal. La pista ens porta al restaurant i, un cop allà, ja veurem els roures. GPS 31T 0277963 4526413.